# Андрос Євгеній Іванович
Андрос Євгеній Іванович  (*13 травня 1950, Конотоп, Сумська область — †4 квітня 2019, Київ) — український філософ,  науковець, кандидат філософських наук (1981). Провідний науковий співробітник Інституту філософії імені Григорія Сковороди НАН України.

## Життєпис
Євгеній Андрос народився 13 травня 1950 року в м. Конотопі Сумської області. Батьки Євгенія Івановича були знаними педагогами та освітянськими керівниками у Конотопському районі. Дитинство та юність провів в с. В'язове Конотопського району, закінчив В’язівську середню школу із золотою відзнакою.   
Закінчив філософський факультет Київського державного університету ім. Т. Г. Шевченка (1972). Навчався в аспірантурі Інституту філософії АН УРСР (1972–1975). Кандидат філософських наук (1981). З 1973 року працював в Інституті філософії ім. Г. С. Сковороди НАН України (аспірант, науковий співробітник, старший науковий співробітник (з 1984 р.), провідний науковий співробітник (з 1995 р.). У 1975-1991 рр. працював у відділі діалектичного матеріалізму, потім відділ перейменували на «відділ філософської антропології». Начальник відділу філософської антропології (у 2006-2019 рр.).
Дослідницькі інтереси лежали у сфері філософської антропології, державотворення й становлення громадянського суспільства в Україні.

## Наукові праці
- Передмова // Антропокультурні чинники європейського вибору України : [монографія] / НАН України, Ін-т філософії ім. Г. С. Сковороди; [Є. І. Андрос, Г. І. Шалашенко, В. П. Загороднюк та ін. ; відп. ред. Є. І. Андрос]. – Київ: Наук. думка, 2014. – 300, [1] c. – (Проект "Наукова книга"). – сс. 5-8.
- Європейський вибір України: антропокультурні засади та перепони на шляху його реалізації // Антропокультурні чинники європейського вибору України : [монографія] / НАН України, Ін-т філософії ім. Г. С. Сковороди; [Є. І. Андрос, Г. І. Шалашенко, В. П. Загороднюк та ін. ; відп. ред. Є. І. Андрос]. – Київ: Наук. думка, 2014. – 300, [1] c. – (Проект "Наукова книга").  – сс. 9-57.
- Інтелект у структурі людського буття – Київ: Стилос, 2010 – 357 с.
- Бівалентність людського єства та проблема метафізичного зла // Грані людського буття: позитивні та негативні виміри антропокультурного – Київ: Наук. думка, 2010, – С.16-86.
- Проблема свободи у контексті раціоналізації людського буття // Людина у цивілізації ХХІ століття: проблема свободи – Київ: Наук. думка, 2005, – С.127-174.
- Знов село, так звана аграрна реформа та її наслідки - К. : [б.в.], 2005. - 68 с.
- Комунікативний вимір буття як фундаментальне опосередкування колізії сутності та існування// Людина в есенційних та екзистенційних вимірах – Київ.: Наук. думка, 2004, – С.155-201.
- Філософія. Світ людини (Курс лекцій) – Тема 11, 14, 16 – Київ: Либідь, 2003 – С. 225-242, 281-302, 323-338.
- Метафізична та постметафізична доба європейської гуманістики: зміна методологічних засад та світоглядних орієнтацій// Колізії антропологічного розмислу – Київ: ПАРАПАН, 2002, – С. 123-152.
- Криза людської самоідентифікації і проблема смислоутворення // Філософська антропологія: екзистенціальні проблеми – Київ: Педагогічна думка, 2000 – С.193-252.
- Істина як проблема пізнання та світогляду – Київ: Наук. думка, 1984 – 143 С.

### Керівництво плановими темами відділу філософської антропології Інституту філософії НАН України
1. «Проблема людини та її відображення у позитивній і негативній антропології» (2005-2007 рр.)  
2. «Антропокультурні чинники європейського вибору України» (2008-2010 рр.) 
3. «Буття людини у світі та виміри філософсько-антропологічного знання» (2012-2014) 

### Збірки наукових праць відділу філософської антропології (автор та редактор)
1. Філософські діалоги’2010. Філософсько-антрпопологічні читання: Творча спадщина В.І. Шинкарука та сьогодення (до 80-ліття від дня народження). Частина 1. Вип.4 – Київ: Інститут філософії імені Г.С.Сковороди НАН України, 2010.
2. Філософсько-антрпопологічні студії’. 2008. Філософська антропологія та сучасність (пам’яті В.Г. Табачковського) – Київ: Стилос’2008.
3. Філософсько-антропологічні студії’2003. Мінливі обрії свободи (До 70-річчя Ігоря Бичка) К.: Стилос. 2005.
4. Філософсько-антропологічні студії’2005. Філософія Ф.Ніцше і сучасність (До 160-річчя від дня народження) – Київ: Стилос. 2005. 5. Філософсько-антропологічні студії’2003. Пізній радянський марксизм та сьогодення (До 70-річчя Вадима Іванова) – Київ. Стилос. 2003.
5. Філософсько-антропологічні студії’2003. Філософія освіти – Київ. Стилос. 2003.
6. Філософія. Антропологія. Екологія’2001. Ноосферна альтернатива та нові пізнавальні стратегії (До 70-річчя С.Б. Кримського) – Київ.:Стилос. 2001.
7. Філософсько-антропологічні студії’2001. Спецвипуск. Філософія Джона Локка і сучасність (До 80-річчя Г.А.Заїченко) – Київ. Стилос. 2001.
8. Філософія. Антропологія. Екологія. (Природа. Технологія. Культура). Альманах. Випуск перший. (Пам’яті М.Ф.Тарасенка) – Київ. Стилос. 2000.
9. Європейський вектор та основні цінності української гуманістики. – Істина. Правда. Життя (До 70-річчя Мирослава Поповича) – Київ. Стилос. 2000.
10. Антропологічні ідеали Київської школи та реалії постмодерну (До 70-річчя Олександра Яценка) – Київ. Стилос. 2000.

### Обрані публіцистичні статті
- Iдея для ХХI столIття: великий кооператор Борис Мартос і сьогодення. –  День, №93, (2012). [2]
- Кланово-олігархічний капіталізм: уперед в історичне минуле? –  День, №153, (2012). [3]
- «Аграрна реформа» та її наслідки – Радіо Свобода, 14 травня 2012 р. [4]
- Трагізм на шляхах еволюції, або Про дефіцит соціального оптимізму –  День, 27 липня 2012. [5]
- Цивілізаційний вибір України і національний Дім буття – Радіо Свобода, 31 липня 2012 р. [6]

### Обрані наукові статті
- Українські селяни: цілковита безвихідь і проблиски надії — Освіта і управління. — 2006. — Т. 9, № 1. [7]
- Філософське знання як форма самовизначення людини у світі. – Філософська думка, №6, 2016. [8]
- Володимир Шинкарук: антропологічний поворот в українській філософії другої половини XX сторіччя. – Філософська думка, №1, 2017. [9]

## Родина
Дружина – Андрос Віра Сергіївна (1951). 
Батько психолога Андроса Мирослава Євгенійовича (1972), викладача ДЗВО «Університет менеджменту освіти» НАПН України ,  та політолога, композитора, учасника російсько-української війни Андроса Олега Євгенійовича (1985). 